# Hydrographische Expedition des Nördlichen Eismeers

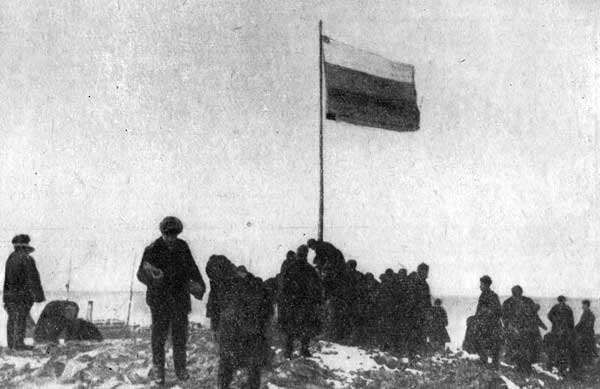
Hissen der russischen Flagge 1913 am Kap Berg auf Sewernaja Semlja

Die Hydrographische Expedition des Nördlichen Eismeers (russisch Гидрографическая экспедиция Северного Ледовитого океана) führte von 1910 bis 1915 die erste moderne Vermessung des Nördlichen Seeweges von der Beringstraße bis zur Mündung des Jenissei durch. Sie entdeckte 1913 den Archipel Sewernaja Semlja und schaffte 1914/15 die zweite Fahrt durch die gesamte Nordostpassage – die erste von Ost nach West.

## Vorgeschichte
Der Verlauf des Russisch-Japanischen Krieges 1904/1905 hatte gezeigt, dass die Transsibirische Eisenbahn den kriegsbedingt angewachsenen Verkehr nicht bewältigen konnte. Für die russische Niederlage wurde aber auch der Umstand verantwortlich gemacht, dass das aus Teilen der Ostseeflotte gebildete Zweite Pazifische Geschwader auf einer achtmonatige Reise um das Kap der Guten Hoffnung mehr als 12.000 Seemeilen zurücklegen musste, um den Kriegsschauplatz zu reichen. Das weckte im russischen Militär das Interesse an einer nördlichen Schifffahrtsroute von Archangelsk oder Murmansk entlang der sibirischen Nordküste und durch die Beringstraße bis nach Wladiwostok im Fernen Osten. Neben diesen militärstrategischen Erwägungen gab es auch ein gewichtiges ökonomisches Interesse an einem wirtschaftlicheren Versorgungsweg nach Nordostsibirien von Wladiwostok über den Arktischen Ozean in die Kolyma. Bis dahin wurden die Waren auf der Lena und dann mit Hunde- oder Rentierschlitten zur Kolyma transportiert.
In den letzten Jahrzehnten des 19. Jahrhunderts hatte die Kaiserlich Russische Marine den nördlichen Seeweg bis zur Mündung des Jenissei erforscht. Über seine Fortsetzung nach Osten war aber wenig bekannt. Erst drei Schiffe hatten in modernen Zeiten Kap Tscheljuskin, den nördlichsten Punkt des asiatischen Festlands, passiert – die Vega Adolf Erik Nordenskiölds, die Fram Fridtjof Nansens und die Sarja Eduard von Tolls. Nur Nordenskiöld hatte die gesamte Nordostpassage durchfahren. Die verfügbaren Karten des riesigen Gebiets gingen noch auf die Große Nordische Expedition des Vitus Bering von 1733 bis 1743 sowie auf die Vermessungsarbeiten Peter Anjous und Ferdinand von Wrangels in den Jahren 1820 bis 1824 zurück. Der 36.600 km² große Archipel Sewernaja Semlja war noch nicht entdeckt.

## Vorbereitung und Ziele

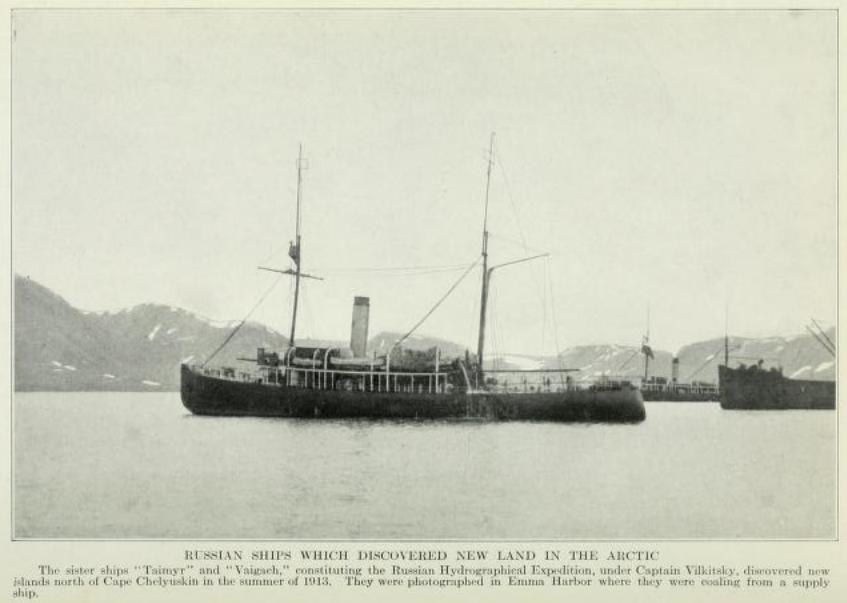
Die Expeditionsschiffe Taimyr und Waigatsch bei der Übernahme von Kohle von einem Hilfsschiff (1913)

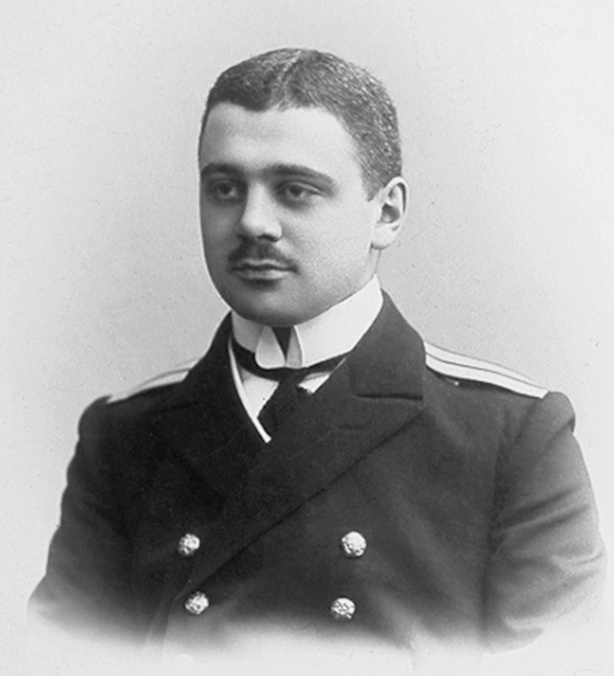
Boris Andrejewitsch Wilkizki

Noch 1905 wurde unter dem Vorsitz des erfahrenen Hydrographen Andrei Wilkizki, der langjährig Vermessungsarbeiten in der Barents- und der Karasee geleitet hatte, eine Kommission gebildet, die zu dem Schluss kam, dass die Nutzung der Route unter der Voraussetzung möglich wäre, dass zuvor umfangreiche Vermessungs- und Kartierungsarbeiten durchgeführt würden. Weiterhin müssten Kohlelager angelegt, Wetterstationen und Navigationshilfen wie Leuchttürme errichtet und detaillierte Seehandbücher verfasst werden. 1906 wurde unter Leitung von Admiral Wladimir Werchowski (1837–1917) eine zweite Kommission eingesetzt, der neben Wilkizki auch Juli Schokalski, Alexei Krylow und Alexander von Bunge angehörten. Diese kam zu denselben Ergebnissen und empfahl den Bau von zwei leichten Eisbrechern, mit denen – von Wladiwostok aus operierend – innerhalb mehrerer Jahre der gesamte nördliche Seeweg bis zur Mündung des Jenissei erforscht werden könnte. Dieser Plan wurde angenommen.
Bis 1909 wurden in Sankt Petersburg die Eisbrecher Taimyr und Waigatsch gebaut. Mit einer Länge von 54 m und 1200 t Wasserverdrängung waren sie verglichen mit anderen Eisbrechern ihrer Zeit relativ klein. Sie waren für Vermessungsarbeiten im offenen Wasser optimiert und sollten unvermeidbare Kollisionen mit Eisschollen unbeschadet überstehen. Sie waren aber nicht dafür ausgelegt, mehrjähriges dickes Packeis aufbrechen zu können. Großer Wert wurde auf eine gute Manövrierbarkeit und einen mit 4,40 m geringen Tiefgang gelegt. Die Schiffe wurden von Dreifach-Expansions-Dampfmaschinen mit einer Leistung von 1220 Pferdestärken angetrieben und konnten 500 t Kohle bunkern, ausreichend für eine Fahrstrecke von 16.000 km. Die Besatzung jedes Schiffs bestand aus durchschnittlich 50 Angehörigen der Russischen Marine. Die Schiffe traten ihre Jungfernfahrt nach Wladiwostok am 10. November 1909 unter den Kapitänen Alexander Koltschak auf der Waigatsch und Fjodor Matissen (1872–1921) auf der Taimyr an, die beide schon an der Expedition Eduard von Tolls nach den Neusibirischen Inseln teilgenommen hatten. Die Leitung der Expedition lag in den Händen von Polkownik Iwan Sergejew (1863–1919). Ab 1913 wurde diese aber de facto von Boris Wilkizki, dem Sohn Andrei Wilkizkis, geführt.
Das Hauptziel der Hydrographischen Expedition bestand in der Vermessung der arktischen Küste Russlands einschließlich der vorgelagerten Inseln und in der Erstellung neuer Seekarten. Insbesondere sollten Buchten, Flussmündungen und andere sichere Ankerplätze erkundet und durch Seezeichen markiert werden. Lotungen sollten entlang der gesamten Route ausgeführt und durch Tiefenprofile senkrecht zur Küste ergänzt werden. Weiterhin sollten hydrologische, meteorologische, magnetische und biologische Beobachtungen vorgenommen werden.

## Verlauf

### 1910
Die Saison war schon fast vorüber, als die Taimyr und die Waigatsch am 30. August in Begleitung eines Kohlenschiffs zu einer Erkundungsfahrt zur Tschuktschenhalbinsel ausliefen. Das Kommando über die Taimyr war Boris Dawydow (1883–1925) übertragen worden. Konstantin Neupokojew auf der Waigatsch führte die hydrographischen Arbeiten durch. Die Schiffe passierten die Beringstraße und erreichten am 16. September Uelen. Hier warteten sie eine Woche lang auf klaren Himmel, um ihre genaue Position astronomisch bestimmen zu können, gaben dann auf und fuhren noch etwa 30 Kilometer weiter, ehe eine feste Eisbarriere ihre Fahrt beendete. Am 2. November waren sie zurück in Wladiwostok.

### 1911
Die Schiffe verließen Wladiwostok am 4. August und nahmen in Prowidenija noch einmal Kohle und Wasser auf. Koltschak war als Kapitän der Waigatsch abberufen und durch Konstantin Loman (?–1917) ersetzt worden. Am 23. August war Kap Deschnjow erreicht. Die Schiffe folgten der Küste nach Westen in meist eisfreiem Wasser, liefen in der Ostsibirischen See aber erstmals auf Grund – ein Ereignis, das sich während der Expedition mehrfach wiederholte. Am Eingang zur Tschaunbucht begegneten sie der Kolyma, einem Schiff der Freiwilligen Flotte und dem ersten Dampfer, der jemals die Kolyma erreichte. Am 5. September ankerten die Expeditionsschiffe vor der Kolymamündung, und drei Tage später traten sie die Rückreise an. Die Waigatsch trennte sich nun von der Taimyr und lief die Wrangelinsel an. Bei einem Landgang – erstmals betraten Russen die Insel – wurde an der Südwestküste ein Seezeichen errichtet. Die Waigatsch folgte der West- und Nordküste der Wrangelinsel und traf am Kap Deschnjow wieder auf die Taimyr. Die Expedition hatte 4000 km Küste vermessen und 2900 Tiefenlotungen vorgenommen.

### 1912
In diesem Jahr war die Aufnahme der Küste zwischen der Mündung der Kolyma und Kap Tscheljuskin vorgesehen. Die Schiffe verließen ihren Hafen bereits am 13. Juni, vermaßen die Ostküste Kamtschatkas und passierten die Beringstraße am 22. Juli. Obwohl sie in der Longstraße vom Eis aufgehalten wurden, waren sie am 29. Juli wieder an der Kolymamündung, wo sie im Jahr zuvor umgekehrt waren. Vom 1. bis zum 3. August kartierten sie die Bäreninseln. Vier der sechs Inseln waren bis dahin noch namenlos und wurden nach Geodäten benannt, die sie im 18. Jahrhundert besucht hatten. Weiter westlich trat das Problem auf, dass die Ostsibirische See so seicht war, dass die Schiffe sich der Küste nur bis auf 22 km nähern konnten, was eine genaue Landaufnahme unmöglich machte. Hinzu kamen Nebel und schweres Eis. Die Expedition musste sich auf Lotungen beschränken und fand auch 30 km vor der Küste Tiefen von lediglich 10 bis 15 m vor. Als am 11. August die Große Ljachowinsel in Sicht kam, trennten sich die Schiffe. Die Taimyr fuhr südlich der Insel durch die Laptewstraße, die Waigatsch nördlich durch die Sannikowstraße zu den Inseln Stolbowoi, Semjonowski und Wassiljewski, die alle drei betreten wurden. Die Schiffe kamen in der Tiksibucht wieder zusammen, umfuhren das Lenadelta und hielten Kurs auf Kap Tscheljuskin. Eine starke Eisbarriere zwang sie bei 76° Nord zur Umkehr. Der Rumpf der Waigatsch war beschädigt und die Expedition kehrte auf direktem Weg in ihren Winterhafen zurück.

### 1913

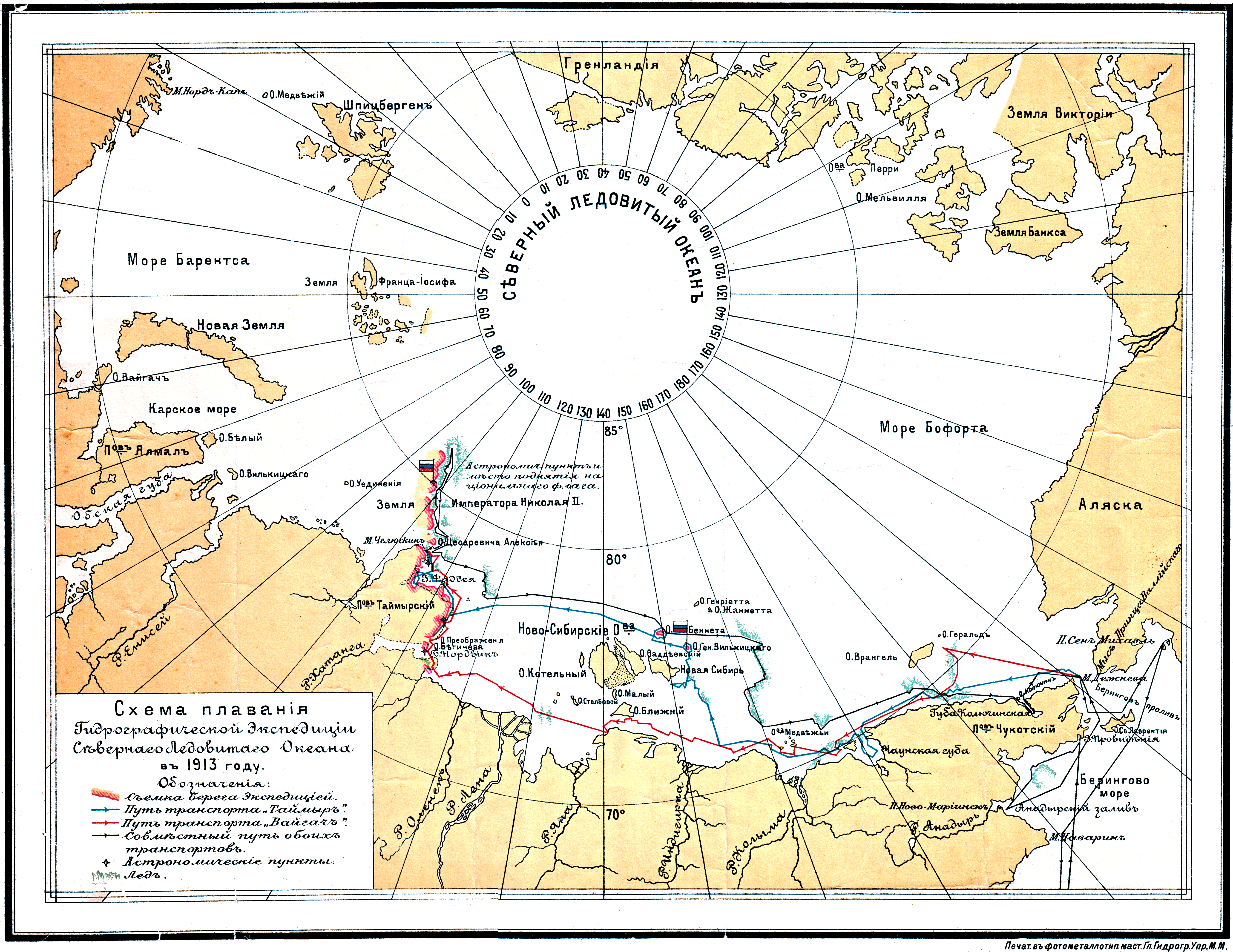
Die Expedition im Jahre 1913: Die Routen von Taimyr (blau) und Waigatsch (rot) sowie der gemeinsame Rückweg (schwarz).

1913 wurde die Führung der Expedition personell erneuert. Auf der Taimyr übernahm Pjotr Nowopaschenny das Kommando, auf der Waigatsch Boris Wilkizki. Als Sergejew noch vor Erreichen der Beringstraße einen Schlaganfall erlitt, übernahm Wilkizki die Leitung der Expedition. Während die Waigatsch einen aufgrund der schwierigen Eisverhältnisse erfolglosen Versuch unternahm, die Südküste der Wrangelinsel zu kartieren, nahm die Taimyr Tiefenlotungen entlang der Festlandsküste vor und vermaß die Tschaunbucht. Nach einem Treffen bei den Bäreninseln folgte nunmehr die Waigatsch der Festlandsküste, die Taimyr aber schlug bald einen nordwestlichen Kurs in Richtung der Neusibirischen Inseln ein. Am 20. August wurde die bis dahin unbekannte Wilkizki-Insel, eine der De-Long-Inseln, entdeckt. An der Bennett-Insel vorbei fuhr die Taimyr nördlich der Neusibirischen Inseln bis zur Küste der Taimyrhalbinsel und dann nach Süden zum vereinbarten Treffpunkt, der Preobraschenije-Insel. Wilkizki hatte inzwischen Groß Begitschew vermessen. Beide Schiffe folgten nun der Küste der Taimyrhalbinsel nach Norden, fanden am Kap Tscheljuskin aber eine Eisbarriere vor. Beim Versuch, sie nördlich zu umfahren, stieß die Expedition am 2. September auf eine flache Insel, die den Namen Zessarewitsch Alexei erhielt (seit 1926 Kleine Taimyr-Insel). Am 3. September machte die Expedition ihre größte geographische Entdeckung, als sie auf die Küste der Sankt-Olga-Insel (seit 1926 Bolschewik-Insel) stieß, einer der drei Hauptinseln Sewernaja Semljas. Da die Eisbedingungen nicht zuließen, ihren weiteren Verlauf nach Südwesten zu verfolgen, fuhren die Eisbrecher am Rande des Festeises nach Nordwesten, bis die Expeditionsteilnehmer nach 80 km am Kap Berg der Sankt-Alexandra-Insel (seit 1926 Oktoberrevolutions-Insel) die russische Flagge hissten und den Archipel als Zar-Nikolaus-II.-Land für Russland in Besitz nahmen. Die Schiffe konnten ihre Fahrt bis zur Nordspitze der Inselgruppe (Kap Arktitscheski) fortsetzen, wo sie auf mehrjähriges Eis trafen und umkehren mussten. Bei einer Landung auf der Kleinen Taimyr-Insel wurde vom Schiffsarzt der Taimyr Leonid Starokadomski (1875–1962) eine weitere Insel gesichtet, die ihm zu Ehren den Namen Starokadomski-Insel erhielt. Da die Wilkizkistraße weiterhin blockiert war, kehrte die Expedition nach Wladiwostok zurück. Wilkizki wählte erneut den Weg nördlich der Neusibirischen Inseln, um nach dem hypothetischen Sannikowland Ausschau halten zu können. Von der Bennett-Insel wurden geologische Proben geholt, die Eduard von Toll dort 1902 zurückgelassen hatte. In der Beringstraße gerieten die Schiffe in einen schweren Sturm und mussten darsufhin den Hafen von St. Michael in Alaska anlaufen, um ihre Kohlereserven zu ergänzen. Am 25. November endete die Fahrt.

### 1914/1915
Die Expedition hatte die Order, diesmal die Nordostpassage bis Archangelsk zu durchfahren und die Erkundung Zar-Nikolaus-II.-Lands fortzuführen. Kurzfristig bekam sie den Auftrag, den Schiffbrüchigen der Karluk, eines Schiffs von Vilhjálmur Stefánssons Canadian Arctic Expedition, zu Hilfe zu kommen, von denen sich einige auf die Wrangelinsel gerettet hatten. Wilkizki dampfte mit der Taimyr nach Nome, um genauere Informationen einzuholen, und erfuhr dort vom Ausbruch des Ersten Weltkriegs. Während die Waigatsch zur Wrangelinsel fuhr, begab Wilkizki sich mit der Taimyr nach Nowo-Mariinsk (heute Anadyr), um Verbindung mit dem Oberkommando der Russischen Marine aufzunehmen. Er bekam die Order, die Mission wie geplant fortzusetzen. Am 19. August traf die Taimyr in der Koljutschinbai wieder auf die Waigatsch, die beim vergeblichen Versuch, die Wrangelinsel zu erreichen, Schäden am Rumpf davongetragen und ein Propellerblatt verloren hatte. Die Schiffbrüchigen der Karluk wurden erst am 7. September vom US-amerikanischen Schoner King and Winge gerettet.
Die Expedition fuhr nun zügig nach Westen. Ende August entdeckte sie eine weitere Insel der De-Long-Gruppe. Sie erhielt den Namen Nowopaschenny-Insel, der später in Schochow-Insel geändert wurde. Am 2. September lagen beide Schiffe vor Kap Tscheljuskin. Die Wilkizkistraße war wieder mit Eis angefüllt, es gelang jedoch, an der Südküste der Sankt-Olga-Insel weiter nach Westen zu kommen. Die nächsten Stationen waren die Heiberg- und die Fearnley-Inseln. Die Schiffe gerieten hier in Eispressungen, die besonders die Taimyr schwer beschädigten. Die Schiffe suchten schließlich Zuflucht an der Westküste der Taimyrhalbinsel, wo die Mannschaften 25 km voneinander entfernt überwintern mussten. Die Expedition war darauf schlecht vorbereitet. Im Verlauf des Winters litten viele Teilnehmer an Skorbut, Leutnant Alexei Schochow und der Heizer Iwan Ladonitschew starben im Frühjahr 1915. Über Funk war aber eine Verbindung zur Eclipse hergestellt worden, die unter dem Kommando von Otto Sverdrup stand, der in russischem Auftrag nach Spuren der zwei verschollenen Arktisexpeditionen von Georgi Brussilow und Wladimir Russanow suchte. Über die Eclipse, die südwestlich in einer Entfernung von 275 km überwinterte, konnte auch der Funkkontakt zur Jugorstraße und weiter nach Petrograd, wie St. Petersburg jetzt offiziell hieß, hergestellt werden. Die Notwendigkeit einer zweiten Überwinterung befürchtend wurde die Evakuierung eines Teils der Expeditionsteilnehmer gestartet. Sverdrup begab sich mit drei Mann und drei Hundeschlitten zur Taimyr und eskortierte 26 Männer von der Taimyr und 13 von der Waigatsch zur Eclipse, wo sie vom erfahrenen Polarforscher Nikifor Begitschew (1874–1927) mit Rentierschlitten abgeholt und nach Goltschicha am Jenissei gebracht wurden. Im August kamen die Eisbrecher frei und fuhren nach Dikson, um neue Kohle aufzunehmen. Die Waigatsch holte den Rest der Mannschaft aus Goltschicha ab und setzte ihren Weg mit der Taimyr durch die fast eisfreie Karasee und die Jugorstraße fort. Am 16. September endete die Expedition in Archangelsk.

## Ergebnisse
Die Expedition hatte zweifellos sichtbare Erfolge aufzuweisen. Mit Sewernaja Semlja war die letzte große bis dahin unbekannte Landmasse der Erde entdeckt worden. Außerdem war die zweite Fahrt durch die gesamte Nordostpassage gelungen – die erste von Ost nach West. Die kommerzielle und militärische Nutzung der nördlichen Schifffahrtsroute hatte die Expedition aber nicht etablieren können. Insbesondere die schmale Wilkizkistraße wurde als kaum zu überwindendes Hindernis angesehen. Wie gering das Vertrauen in die nördliche Route war, zeigte sich, als deutsche U-Boote im Ersten Weltkrieg die Schifffahrtswege durch das Weiße Meer und die Barentssee bedrohten. Als die russischen Flotten in der Ostsee und im Schwarzen Meer wegen der feindlichen Blockaden nicht zum Schutz der Frachter auslaufen konnten, wählte die zu Hilfe eilende pazifische Flotte den Weg durch den Suezkanal.
Der Weltkrieg und der Russische Bürgerkrieg führten dazu, dass erst 1930 wieder eine Expedition nach Sewernaja Semlja geschickt wurde. Bis 1932 erforschte eine Gruppe um Georgi Uschakow und Nikolai Urwanzew mit dem Hundeschlitten alle größeren Inseln und erstellte eine erste Karte des Archipels. Während die Karasee bis zum Jenissei und die Tschuktschen- und Ostsibirische See bis zur Kolyma in den 1920er Jahren regelmäßig befahren wurden, begann die Erschließung des mittleren Teils der Route durch die Sowjetunion erst 1932, als der Eisbrecher Sibirjakow die Nordostpassage erstmals in einer Saison durchfuhr. Ab Mitte der 1930er Jahre verkehrten von Eisbrechern eskortierte Frachter regelmäßig während der kurzen Sommersaison auf der nördlichen Schifffahrtsroute.
Die umfangreichen wissenschaftlichen Beobachtungen der Hydrographischen Expedition wurden während des Ersten Weltkriegs nicht mehr veröffentlicht. Der Großteil der Aufzeichnungen ging unglücklicherweise 1918 bei einem Feuer verloren. Bestand hatten allerdings die Karten und Seehandbücher. Schon 1912 war eine verbesserte Karte der Tschuktschenhalbinsel und der sibirischen Nordküste bis zur Mündung der Kolyma erschienen. Ab 1914 waren Karten von der Beringstraße bis zum Kap Tscheljuskin verfügbar. 1922 erschien ein dreiteiliges Seehandbuch für die sibirischen Gewässer östlich von Kap Tscheljuskin.